# Omloopsnelheid (geld)
De omloopsnelheid van geld (ook wel circulatiesnelheid) is de gemiddelde frequentie, waarmee een eenheid van geld in  een bepaalde tijdsperiode wordt uitgegeven. De omloopsnelheid associeert de mate van economische activiteit in een economisch systeem met een gegeven geldhoeveelheid. Wanneer de periode wordt begrepen, kan de omloopsnelheid als een zuiver getal worden weergegeven; anders wordt de omloopsnelheid als een zuiver getal in de tijd gegeven. In de Fishervergelijking is de omloopsnelheid een van de variabelen, die de inflatie (mede) bepalen.